# 沖縄協同病院

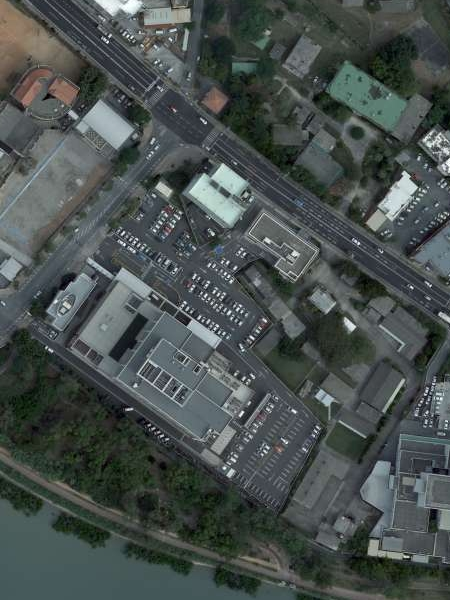

沖縄協同病院（おきなわきょうどうびょういん）は、沖縄医療生活協同組合が沖縄県那覇市古波蔵に設置する病院。

## 概要
1976年3月に豊見城市真玉橋に開院。2009年6月より現在の那覇市古波蔵に急性期病院として新築移転。
救急告示病院。全日本民主医療機関連合会（民医連）に加盟している。

## 沿革
(この節の出典)
- 1970年12月　那覇民主診療所開設（内科,小児科・職員9人）地域老人健診、往診、訪問看護はじまる
- 1972年10月　沖縄医療生活協同組合創立（組合員1,521人）
- 1973年6月　組合員健診はじまる
- 1976年3月　沖縄協同病院開設（内科,小児科,外科,歯科）病床数139床（職員130人,組合員5,350人）県内初の夜間外来実施、24時間救急診療体制実施
- 1977年2月　特定疾患治療研究指定病院となる
- 1978年1月　人工透析室造設（県内初の夜間透析開始）
- 1978年2月　胸部・胃部レントゲン撮影装置搭載の大型健診車購入
- 1980年3月　二期工事完成（2階建てから9階建てへ増築）365床
- 1980年11月　CT導入
- 1981年7月　救急告示指定病院となる
- 1983年1月　シネアンギオ装置設置
- 1983年3月　沖縄で初めて心臓血管センター設置
- 1990年6月　MRI導入
- 1994年10月　オーダリングシステム導入
- 2000年1月　ICU基準取得
- 2000年4月　厚生労働省臨床研修指定病院
- 2001年5月　電子カルテ、外来にて完全実施
- 2002年7月　回復期リハビリ病棟(48床)開設
- 2004年4月　群星沖縄プロジェクト発足（初期研修医8人受入れ）
- 2005年2月　病床数365床、職員560人、組合員53,229人、協同にじクリニック開設（歯科・通所リハ・とよみ診療所を新築移転）
- 2007年5月　統合型電子カルテ導入、救急部発足、7対1看護基準取得
- 2007年10月　臨床研修・学術支援センター発足
- 2008年4月　DPCによる入院診療費の算定開始
- 2011年3月　東日本大震災へボランティア医師、看護師等派遣[5]
- 2015年2月   沖縄DMAT指定病院認定
- 2018年7月   ドクターカー運用開始

## 診療科
(この節の出典)
- 内科
- 小児科
- 外科
- 整形外科
- 心臓血管外科
- 脳神経外科
- 泌尿器科
- 皮膚科
- 産婦人科
- 心療内科
- リハビリテーション科
- 眼科
- 麻酔科

## 医療機関の認定
(この節の出典)
- 保険医療機関
- 労災保険指定医療機関
- 指定自立支援医療機関（更生医療）
- 指定自立支援医療機関（育成医療）
- 指定自立支援医療機関（精神通院医療）
- 身体障害者福祉法指定医の配置されている医療機関
- 生活保護法指定医療機関
- 結核指定医療機関
- 原子爆弾被害者一般疾病医療取扱医療機関
- 母体保護指定医の配置されている医療機関
- 臨床研修病院
- 特定疾患治療研究事業委託医療機関
- DPC対象病院
- 無料低額診療事業実施医療機関
- 公益財団法人日本医療機能評価機構認定病院[7]
- NPO法人卒後臨床研修評価機構認定証発行病院[8]
- このほか、各種法令による指定・認定病院であるとともに、各学会の認定施設でもある。

## 交通アクセス
- 那覇空港から琉球バス交通路線バスで約30分。
  - 113番・123番・127番に乗車し、「古蔵中学前」停留所で下車、徒歩約2分。
- タクシーの場合は、那覇空港タクシー近距離乗り場より約15分。

## 周辺
- 那覇市立古蔵中学校
- 公益財団法人沖縄県畜産振興公社

## 関連施設
- とよみ生協病院
- 中部協同病院